# ラルス・ハンソン
ラルス・ハンソン（Lars Hanson、1886年7月26日 - 1965年4月8日）は、スウェーデンの俳優。

## 出演作品
- 密告
- 帰郷
- 風
- 真紅の文字
- 肉体と悪魔
- イエスタ・ベルリングの伝説